# イナズマライン
イナズマラインは、かつて浅井企画で活動していたお笑いコンビ。2012年解散。

## メンバー
- ま〜し〜（1982年1月30日（43歳） - ）

血液型はAB型。千葉県旭市（旧・干潟町）出身。
家電量販店でアルバイトをしている。
- りゅういち（1981年4月14日（43歳） - ）

血液型はAB型。千葉県出身。

## 概要・芸風
銚子市立銚子高等学校の吹奏楽部出身の二人で2007年6月結成。
当初は「寒中水泳」というコンビ名でマセキ芸能社に所属していた。
目黒笑売塾5期生出身。
エンタの神様では「ノリが中2の○○」というネタを行っていた。また「ノリが体育会系の手芸部」というネタもある。

## 出演
- BSブランチ（BS-TBS）
- 爆笑トライアウト （NHK） - 2009年4月3日
  - 会場審査は7位（333TP）、視聴者投票は5位（688票）。
- エンタの神様（日本テレビ） - 2009年2月21日、5月30日、8月15日　キャッチコピーは「翔んだ自然現笑」
- ウケウリ!!（日本テレビ）
- iCon（日本テレビ）
- 熱血BO-SO TV（千葉テレビ放送）- 2010年5月8日